# Invasão abássida da Ásia Menor (806)
A invasão abássida da Ásia Menor em 806 foi a maior operação realizada pelo Califado Abássida contra o Império Bizantino. A expedição foi comandada em pessoa pelo califa Harune Arraxide (r. 786–809), que desejava retaliar os sucessos bizantinos na zona califal fronteiriça no ano anterior e exibir o poderio abássida sobre o imperador Nicéforo I, o Logóteta (r. 802–811). Um enorme exército abássida, segundo fontes árabes compreendendo mais de 135 mil homens, atacou através da Capadócia sem oposição, capturando várias cidades e fortalezas, mais notadamente Heracleia, e forçando Nicéforo a buscar a paz em troca de tributo.
Após a partida de Harune, contudo, Nicéforo violou os termos do tratado e reocupou os fortes fronteiriços que havia sido obrigado a abandonar. A preocupação de Harune com uma rebelião no Coração e sua morte três anos depois evitou uma reprise de tamanha escala. Além disso, a guerra civil abássida que eclodiu após 809 e a preocupação bizantina com o Primeiro Império Búlgaro contribuíram para o cessar de conflito árabe-bizantino em larga escala pelas duas décadas seguintes.

## Antecedentes
Após a deposição da imperatriz Irene de Atenas (r. 797–802) em outubro de 802 e a ascensão de Nicéforo I, o Logóteta em seu lugar, uma fase mais violenta nas prolongadas guerras bizantino-árabes eclodiu. Após uma série de raides anuais destrutivos através da Ásia Menor pelo Califado Abássida, Irene parece ter assegurado um acordo com o califa Harune Arraxide em 798 em troca do pagamento anual de tributo, repetindo os termos acordados por uma trégua de 3 anos após a primeira campanha em larga escala de Harune em 782. Nicéforo, por outro lado, foi mais guerreiro — uma fonte siríaca registra que quando ele soube da ascensão de Nicéforo, um renegado bizantino alertou o governador árabe da Mesopotâmia Superior a "jogar sua seda e colocar sua armadura". Além disso, ele estava determinado a reabastecer o tesouro imperial por, entre outras medidas, cessar o tributo.

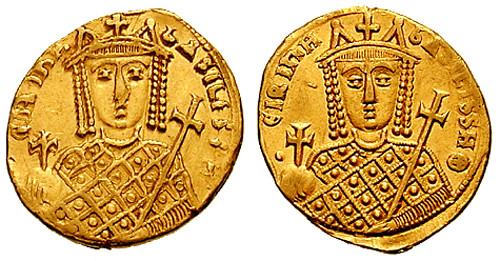
Soldo da imperatriz Irene r.

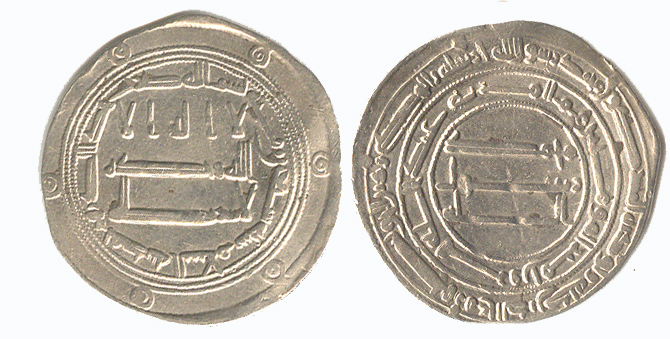
Dirrã de Harune Arraxide r.

Harune retaliou de uma só vez, lançando um raide sob seu filho Alcacim na primavera de 803. Nicéforo não poderia responder a isso, pois lidou com uma revolta em larga escala do exército bizantino da Ásia Menor sob seu comandante-em-chefe, Vardanes, o Turco. Após a deposição de Vardanes, Nicéforo reuniu seu exército e marchou para encontrar uma segunda invasão ainda maior liderada pelo próprio califa. Após Harune invadir a região fronteiriça, os dois exércitos confrontaram-se por dois meses na Ásia Menor Central, mas não chegaram a uma batalha campal; Nicéforo e Harune trocaram cartas, até o imperador organizar a retirada e uma trégua para o resto do ano em troca do pagamento único de tributo.
No ano seguinte, 804, uma força abássida sob Ibraim ibne Jibril cruzou os montes Tauro na Ásia Menor. Nicéforo decidiu enfrentar os árabes, mas foi surpreendido e pesadamente derrotado na Batalha de Craso, onde mal conseguiu escapar com vida. Preocupados com os problemas no Coração, Harune novamente aceitou tributo e fez a paz. Uma troca de prisioneiros foi também arranjada e ocorreu durante o inverno na fronteira entre os dois impérios no rio Lamo, na Cilícia: aproximados 3 700 muçulmanos foram trocados pelos bizantinos levados cativos nos anos anteriores. Harune então partiu para o Coração, deixando Alcacim para vigiar a fronteira bizantina.
Nicéforo usou a oportunidade para, na primavera, reconstruir os muros destruídos das cidades de Safíçafe (Safsaf), Tébasa e Ancira, e no verão lançou o primeiro raide bizantino em duas décadas contra os distritos fronteiriços árabes (tugur) na Cilícia. O exército bizantino invadiu o território circundante das fortalezas de Mopsuéstia e Anazarbo e levou muitos prisioneiros. A guarnição de Mopsuéstia atacou a força bizantina e recuperou muitos prisioneiros e espólio, mas os bizantinos marcharam contra Tarso, que foi refortificada e repovoada sob ordens de Harune em 786 para fortalecer o controle muçulmana na Cilícia. A cidade caiu e a guarnição inteira foi levada cativa. Ao mesmo tempo, outra força bizantina atacou os tugur da Mesopotâmia Superior e sem sucesso sitiou a fortaleza de Melitene, enquanto uma rebelião instigada pelos bizantinos contra a guarnição árabe local iniciou no Chipre.

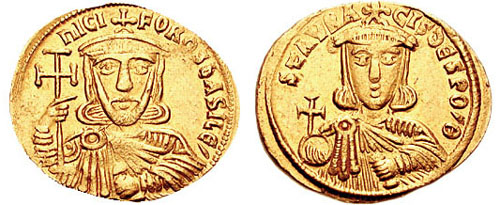
Soldo de r. e Estaurácio r.

Zona de fronteira bizantino-árabe no sudeste da Ásia Menor, com as principais fortalezas

Esse ressurgimento súbito da atividade ofensiva bizantina alarmou enormemente Harune. Além disso, ele recebeu relatos que Nicéforo estava planejando ataques similares para o ano seguinte, o que desta vez visava a recuperação total destes territórios fronteiriços. Como o historiador Warren Treadgold escreve, se os bizantinos tivessem sido bem sucedidos neste esforço, "guarnecer Tarso e Melitene teria parcialmente bloqueado as principais rotas de invasão árabe através do Tauro em direção ao coração bizantino, para o maior benefício dos bizantinos". Por outro lado, Nicéforo esteve certamente preocupado com a enorme superioridade dos homens e recursos califais, e é mais provável que pretendeu esta campanha simplesmente como demonstração de força e um teste de determinação do seu inimigo.

## A campanha
Tendo resolvido os problemas no Coração, Harune retornou para o ocidente em novembro de 805 e preparou uma enorme expedição retaliatória para 806, reunindo homens da Síria, Palestina, Pérsia e Egito. Segundo Tabari, seu exército compreendia 135 mil tropas regulares e voluntários e libertos adicionais. Estes números — e mesmo as alegações mais fantásticas de 300 mil homens do cronista bizantino Teófanes, o Confessor — são facilmente os maiores registrados para o período abássida inteiro e maiores que a força estimada do exército bizantino inteiro. Embora são certamente exagerados, são no entanto indicativo do tamanho da força abássida. Ao mesmo tempo, uma força naval sob seu almirante Humaide ibne Maiufe al-Hajuri foi preparada para atacar o Chipre.
O enorme exército invasor partiu da residência de Harune em Raca ao norte da Síria em 11 de junho de 806, com o califa como seu comandante, alegadamente trajando uma capa com a inscrição "guerreira da Fé e Peregrino" (em árabe "gazi, haje"). Os abássidas cruzadas a Cilícia, onde Harune ordenou que Tarso fosse reconstruída, e entrou na Capadócia bizantina através dos Portas da Cilícia. Harune marchou para Tiana, que pelo tempo parece ter sido abandonada. Lá, começou a estabelecer sua base de operações, ordenando a Uqueba ibne Jafar Alcuzai que refortificasse a cidade e erigisse uma mesquita.

"Os tugures estão bloqueados por Harune, e através dele as cordas do Estado islâmico estão firmemente entrelaçadas. Sua bandeira está sempre ligada com a vitória; ele tem um exército diante do qual exércitos espalham-se. Todos os reis de Rum dão-lhe jizia a contragosto, forçosamente, fora de mão em humilhação.

Poema de Maruane ibne Abu Hafiza em louvor da expedição de Harune Arraxide em 806 contra o Império Bizantino.
O tenente de Harune, Abedalá ibne Maleque Alcuzai tomou Siderápalo, de onde o primo de Harune, Daúde ibne Issa ibne Muça, com metade do exército abássida, aproximados 70 mil segundo Tabari, foi enviado para devastar a Capadócia. Outros dos generais de Harune, Xarail ibne Mane ibne Zaida, capturou a então chamada "Fortaleza dos Escravos" ("Hicine Alçacaliba" - Hisn al-Saqalibah) e a recentemente reconstruída cidade de Tésaba, enquanto Iázide ibne Maclade capturou o "Forte da Salgueiro" (Alçafiçafe) e Malacopeia. Andrasso foi capturada e Cizistra foi sitiada, enquanto os invasores alcançaram tão longe quanto Ancira, que eles não capturaram. Harune com a outra metade de suas forças foi para oeste e capturou Heracleia após cerco de um mês em agosto ou setembro. A cidade foi saqueada e arrasada, e seus habitantes escravizados e deportados para o califado. Ao mesmo tempo, no Chipre, Humaide atacou a ilha e capturou 16 mil cipriotas, incluindo o arcebispo, que foram levados para a Síria, onde foram vendidos como escravos.
Nicéforo, excedido em número e ameaçado pelos búlgaros na retaguarda, não poderia resistir à investida abássida. Ele fez campanha como chefe de seu exército e aparentemente venceu alguns pequenos conflitos contra destacamentos isolados, mas permaneceu bem longe das principais forças abássidas. No final, com a angustiante possibilidade dos árabes invernares no solo bizantino em Tiana, Nicéforo enviou três clérigos como embaixadores: o bispo Miguel de Sínada, o abade Pedro do Mosteiro de Gúleo e o mordomo Gregório da Metrópole de Amástris. Harune concordou com os termos, que incluíam um tributo anual (30 mil nomismas de ouro segundo Teófanes ou 50 mil segundo Tabari) e o humilhante pagamento pessoal da jizia pelo imperador e se filho e herdeiro Estaurácio (r. 811) no valor de 3 moedas de ouro cada para o califa (quatro e duas respectivamente, na versão de Tabari), assim reconhecendo-se como súditos do califa. Além disso, Nicéforo prometeu não reconstruir os fortes desmantelados. Raxide então reconvocou suas forças de seus vários cercos e evacuou o território bizantino.

## Rescaldo

Grécia bizantina nos séculos IX-X

Os termos do acordo de paz foram seguidos por uma troca surpreendentemente amigável entre os dois governantes, relatada por Tabari: Nicéforo pediu a Harune que ele enviasse uma garota de Heracleia, uma das candidatas a esposa de seu filho Estaurácio, e um pouco de perfume. Segundo Tabari, Harune "ordenou que a escrava fosse procurada; ela foi trazida de volta, adornada com elegância e colocada num assento na tenda, junto com seus conteúdos, vasos e acessórios, foram entregues ao enviado de Nicéforo. Ele também enviou para Nicéforo o perfume que havia requerido, e ainda enviou-lhe tâmaras, pratos de doces gelatinosos, passas e drogas curativas". Nicéforo retornou o favor ao enviar um cavalo carregado com 50 mil moedas de prata, 100 vestes de cetim, 200 vestes de fino brocado, 12 falcões, 4 cães de caça e mais três cavalos. Mas tão longo os árabes se retiraram, o imperador novamente restaurou os fortes fronteiriços e cessou de pagar tributo. Teófanes relata que Harune inesperadamente retornou e tomou Tébasa em retaliação, mas isso não é corroborado pelas demais fontes.
Os árabes lançaram uma série de raides retaliatórios no ano seguinte, mas o raide da primavera sob Iázide ibne Maclade Alubairi Alfazari foi pesadamente derrotado, com Iázide caindo no campo de batalha. O maior raide de verão sob Hartama ibne Aiane foi encontrado por Nicéforo em pessoa, e após uma batalha indecisiva ambos os lados se retiraram. Os bizantinos em resposta atacaram a região de Marache, enquanto no final do verão Humaide lançou um grande raide naval, que pilhou Rodes e alcançou tão longe quanto o Peloponeso, onde fomentou uma rebelião entre os eslavos locais. Em seu retorno, contudo, Humaide perdeu vários navios numa tempestade, e no Peloponeso, a revolta eslava foi suprimida após falhar em capturar Patras. O fracasso dos esforços abássidas deste ano foi agravado por outra revolta no Coração, que forçou Harune a partir novamente para oriente. O califa concluiu uma nova trégua, e outra troca de prisioneiros foi realizada em Lamo em 808. Nicéforo foi assim deixado com seus ganhos, a restauração das fortificações fronteiriças e o cessar do tributo, intactos.

## Impacto

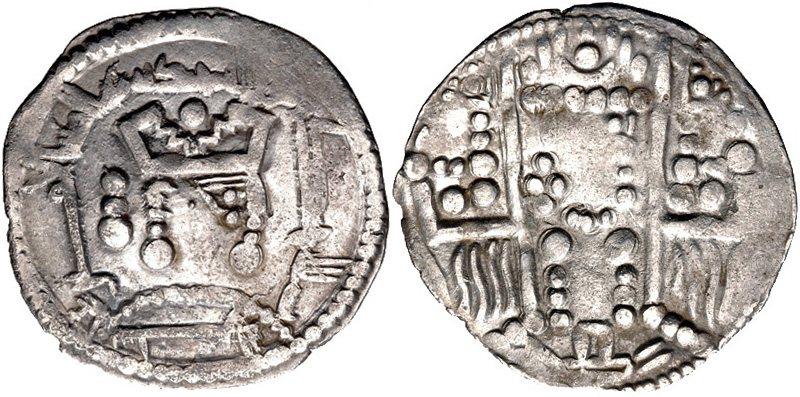
Dracma de Alamim r.

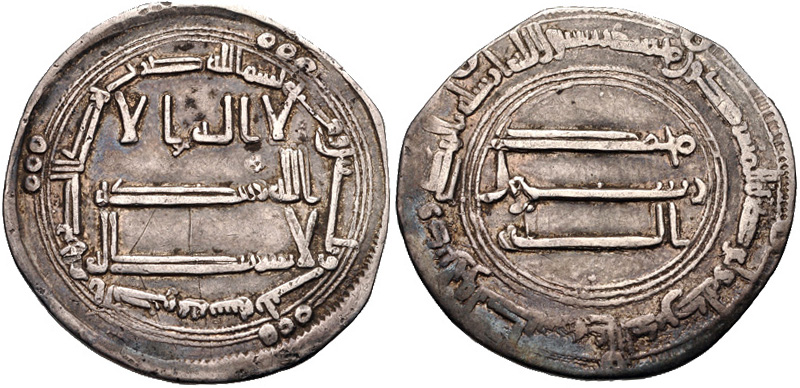
Dirrã de Almamune

A expedição massiva de Harune alcançou consideravelmente pouco em termos materiais. Apesar do saque de Heracleia, que é dado tratamento proeminente nas fontes árabes, nenhum resultado permanente foi alcançado, com Nicéforo rapidamente violando os termos da trégua. Se Harune tivesse tomado o conselho oferecido por alguns de seus tenentes e prosseguisse para a oeste para saquear grandes cidades, poderiam ter infligido danos de longa duração ao Império Bizantino. Como estava o califa ficou contente com uma mostra de força que intimidaria Nicéforo e evitaria que ele repetisse a ofensiva de 805.[a] A respeito disso, a campanha abássida foi certamente um sucesso: após 806, o governante bizantino abandonou planos expansionistas que poderia ter tido na fronteira orienta e focou sua energia em suas reformas fiscais, a recuperação dos Bálcãs, e suas guerras contra a Bulgária. Os esforços de Nicéforo terminariam tragicamente na desastrosa Batalha de Plisca de 811, mas após a morte de Harune em 24 de março de 809, o califado foi abalado por uma guerra civil entre seus filhos Alamim (r. 809–813) e Almamune (r. 813–833), e não foi capaz de explorar os reveses bizantinos. De fato, a campanha de 806 e os raides ineficientes de 807 marcam as últimas grande, centralmente organizada, expedições abássidas contra o Império Bizantino por mais de 20 anos. Apenas após a ascensão de Teófilo (r. 829–842) e seus conflitos com Almamune e Almotácime (r. 833–842) que recomeçariam as operações em larga escala através da fronteira.
O impacto mais duradouro da campanha de Harune é encontrado na literatura. Entre os árabes, várias lendas, relacionadas a Almaçudi, foram associadas com a invasão. Os turcos otomanos também colocaram grande importância nas batalhas de Harune contra os bizantinos. Influenciado pelos eventos da campanha de Harune de 782, Evliya Çelebi tem o califa sitiando Constantinopla duas vezes: a primeira vez Harune retirou-se, após assegurar tanta terra quanto um couro de boi poderia cobrir e edificar uma fortaleza lá (uma imitação do conto da rainha Dido) e na segunda Harune teve Nicéforo enforcado na Santa Sofia. Para celebrar sua campanha bem sucedida, Harune também construiu um monumento da vitória aproximadamente 8 quilômetros a oeste de Raca, sua principal residência. Conhecido como Heracleia na tradição local, aparentemente em homenagem a Heracleia, compreendeu uma estrutura quadrática com lados de 100 metros de largura, cercado por um muro circular de aproximados 500 metros de diâmetro, atravessado por quatro portões nas direções cardiais. A principal estrutura, construída de pedras retiradas das igrejas demolidas por ordem de Harune em 806–807, teve quatro salas abobadadas no piso térreo, e rampas levando para o nível superior, que foi deixado incompleto devido a partida de Harune para o Coração e sua morte subsequente.